# Onthophagus flavipennis
Onthophagus flavipennis là một loài bọ cánh cứng trong họ Bọ hung (Scarabaeidae).